# Marian Cristescu
Marian Cristescu (n. 17 martie 1985, București, România) este un fotbalist român liber de contract, care joacă pe post de mijlocaș.

## Palmares
- Cupa României (2)
  - Petrolul Ploiești (2013)
  - Astra Giurgiu (2014)

- Supercupa României (1)
  - Astra Giurgiu (2014)